# Église Saint-Évent de Rogny
L'église Saint-Évent est une église située à Rogny, en France.

## Localisation
L'église est située sur la commune de Rogny, dans le département de l'Aisne.

## Historique
Le monument est inscrit au titre des monuments historiques en 1989.

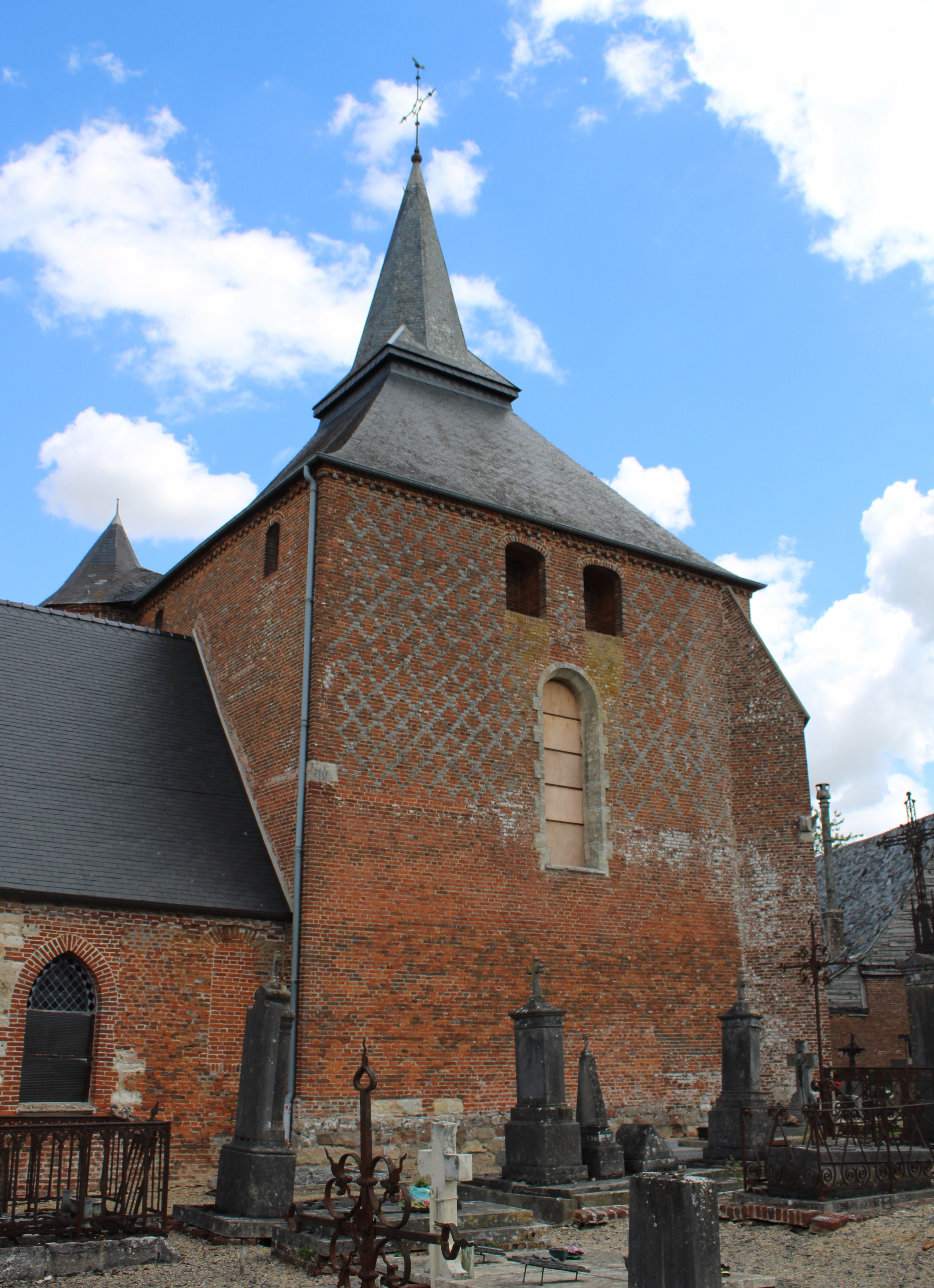
L'église fortifiée.
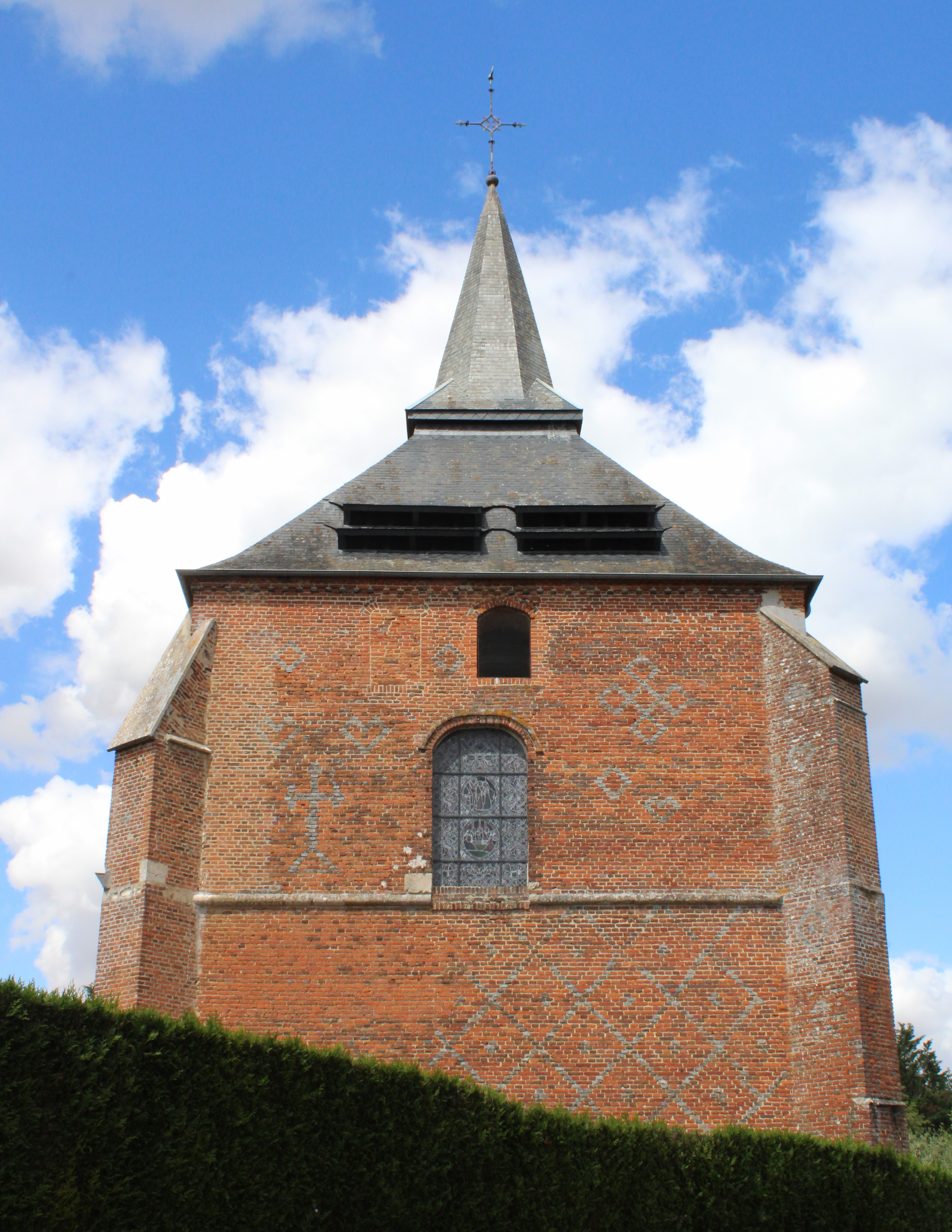
L'église fortifiée.
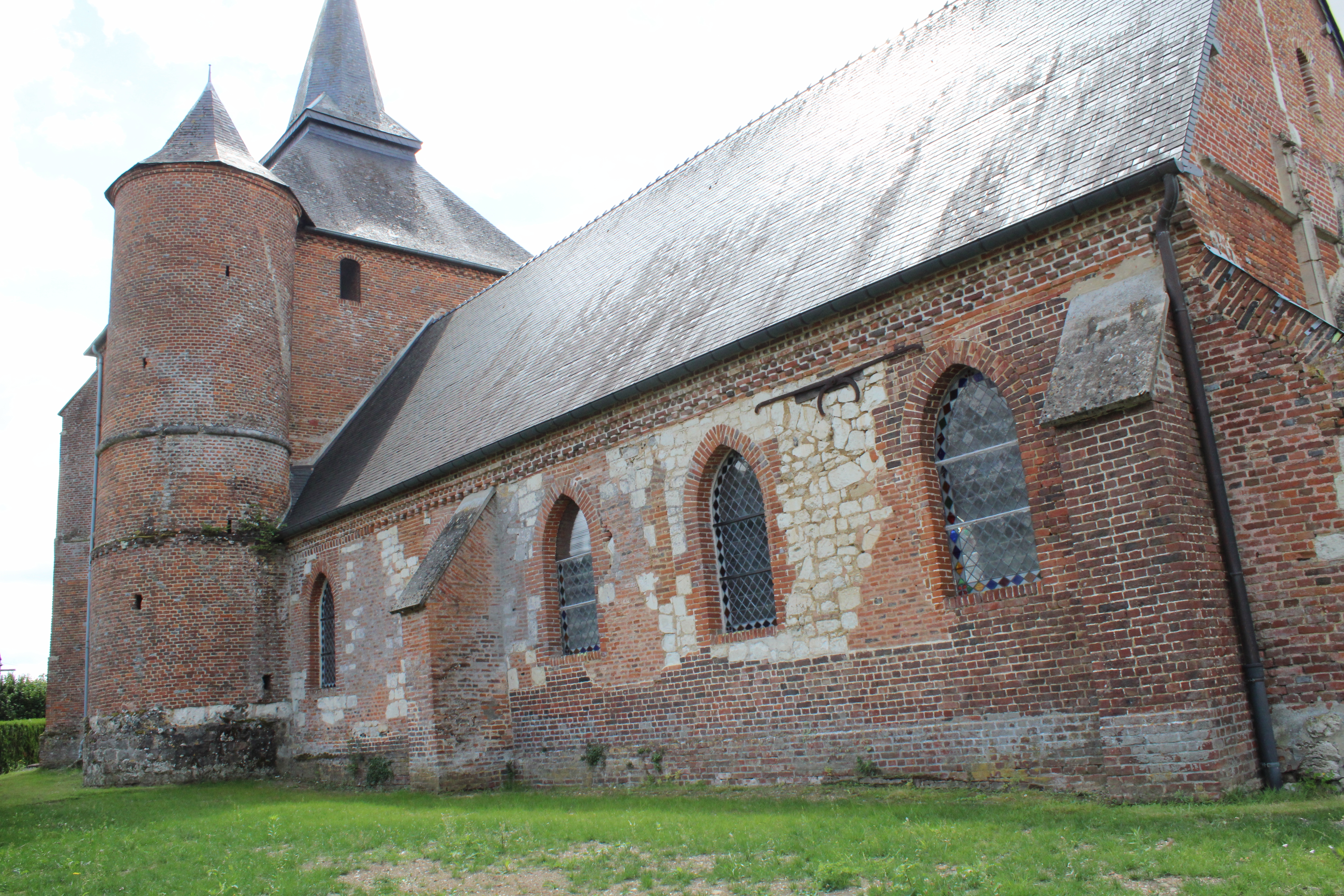
L'église fortifiée.
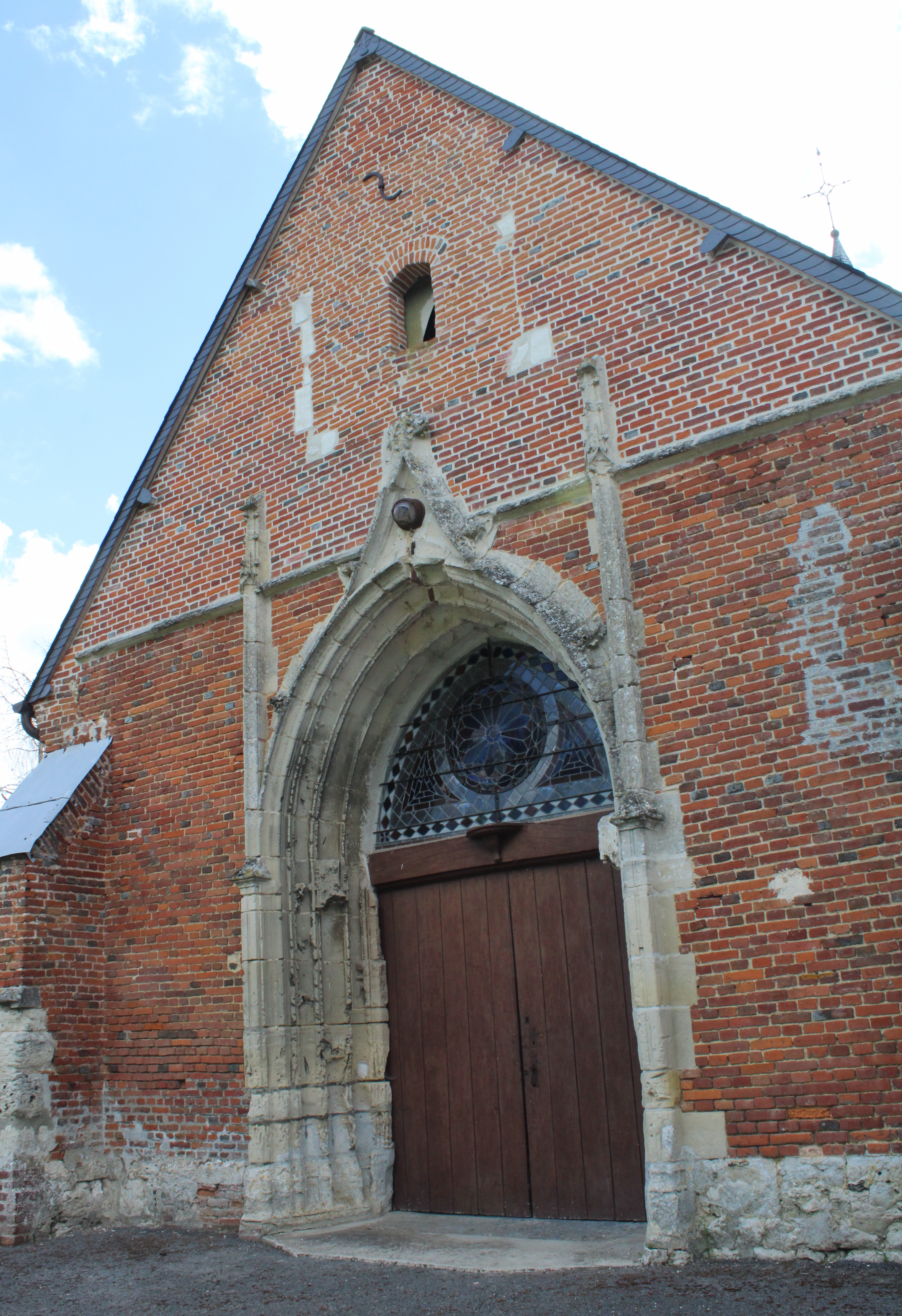
L'église fortifiée.
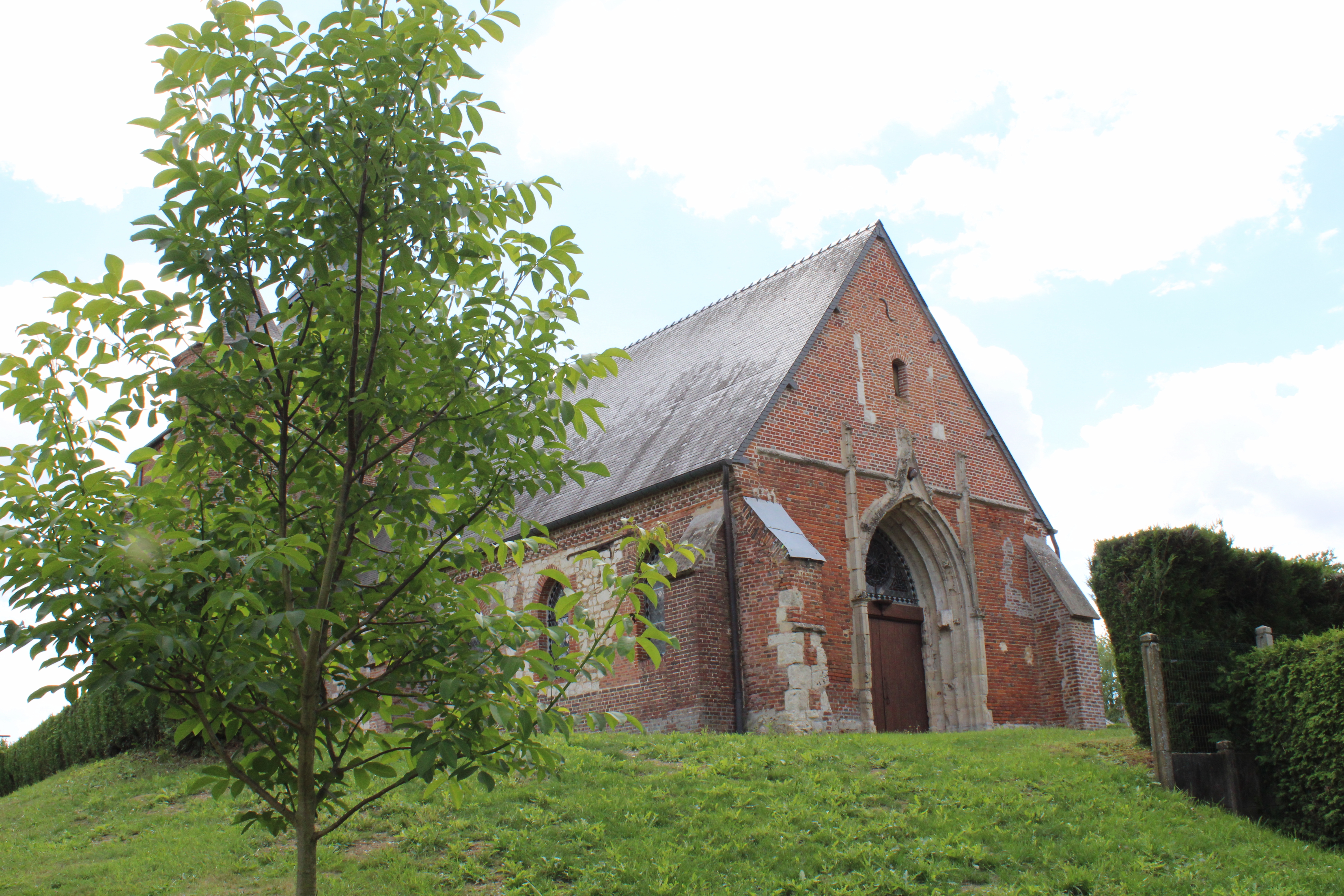
L'église fortifiée.
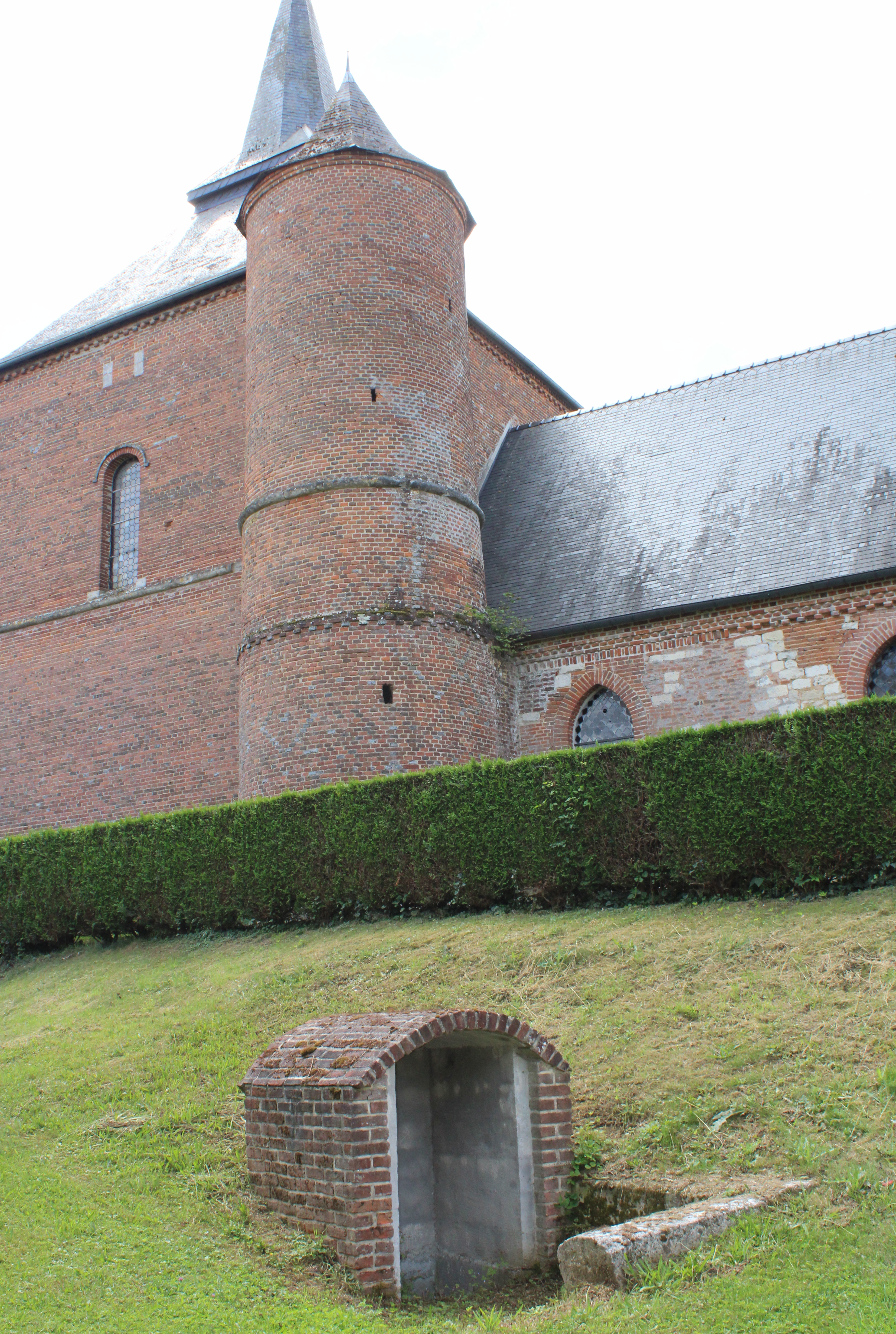
L'église fortifiée.